# Fernando Barreto (compositor)
Fernando Barreto (São João da Barra, 9 de março de 1918 – Duque de Caxias, 15 de janeiro de 1988)) foi um compositor brasileiro, mais conhecido por ser o autor do sucesso Esmeralda, uma das músicas mais tocadas nas rádios do Brasil nas décadas de 1960 e 1970 e regravada por importantes interpretes da música popular brasileira, como Jair Rodrigues e Neguinho da Beija Flor.
Foi casado com Elvina Madafari Barreto e tiveram seis filhos: Jorge Barreto, Fernando Barreto Filho, Oldemar Barreto, Luiz Carlos Barreto, Paulo Cesar Barreto e Maura Barreto.